# Deutscher Naturschutzring
Der Deutsche Naturschutzring (DNR) ist der Dachverband der deutschen Natur-, Tier- und Umweltschutzorganisationen. Er wurde 1950 gegründet und hat heute (2023) 99 Mitgliedsorganisationen, die zusammen rund 11 Millionen Menschen erreichen. Dem DNR gehören u. a. BUND, NABU, der Deutsche Alpenverein, der Deutsche Wanderverband, der Deutsche Tierschutzbund, der Verband der deutschen Höhlen- und Karstforscher (VdHK) sowie der Verband Deutscher Sporttaucher (VDST) an. Die Mitgliedsorganisationen spiegeln die Bandbreite der Verbandsthemen wider.

## Geschichte
Auf Initiative von Hans Klose, dem Leiter der staatlichen Stelle für Naturdenkmalpflege, wurde der Verein durch Vertreter von 19 Verbänden am 26. August 1950 in München im Hofbräuhaus am Platzl gegründet. Die Initiative zur Gründung ging von der staatlichen Naturschutzverwaltung, der ehemaligen „Reichsstelle für Naturschutz“ (die sich über Zwischenstufen zum heutigen „Bundesamt für Naturschutz“ entwickelt hat) aus. In der Anfangszeit war der Dachverband unter anderem geprägt von Wolfgang Engelhardt als führende Person. Engelhardt war von 1951 bis 1962 ehrenamtlicher Geschäftsführer des Deutschen Naturschutzringes, von 1964 bis 1968 Vizepräsident und von 1968 bis 2000 dessen Präsident. Der damalige Referendar aus der Bayerischen Staatsforstverwaltung Hubert Weinzierl wurde 1964 ins Präsidium berufen und war von 2000 bis 2012 Präsident. Von Dezember 2012 bis Februar 2015 war Hartmut Vogtmann Präsident. Seit November 2015 ist der Nachhaltigkeitsexperte Kai Niebert Präsident. Der 1979 geborene Niebert ist der jüngste Präsident in der Geschichte des DNR.
Die Geschäftsstelle befand sich von 1950 bis 1971 in München und von 1972 bis 2011 in Bonn, während in Berlin ab 1991 eine politische Geschäftsstelle mit der EU-Koordination und dem Redaktionsbüro aufgebaut wurde. Im Januar 2012 wurde die gesamte Geschäftsstelle des DNR nach Berlin in die Nähe des Deutschen Bundestages (Marienstraße 19–20) verlagert.
Im Auftrag der Bundesrepublik Deutschland hat der DNR das Europäische Naturschutzjahr 1970 und 1995 ausgerichtet. Diese Ereignisse bildeten wichtigen Meilensteine in der Geschichte des DNR.
Der DNR ist Mitglied im NATUROPA CENTER und ist die nationale Verbindungsstelle für Naturschutz beim Europarat.

## Aktivitäten
Als Dachverband betreibt der DNR umweltpolitische Koordinations- (nach innen) und Lobbyarbeit (nach außen) auf Bundesebene. Er greift regional, national und international bedeutsame Themen auf und koordiniert hier die Aktivitäten seiner Mitgliedsorganisationen. Da sich die Aufgaben des Natur-, Tier- und Umweltschutzes seit Langem vergrößert haben, beschränkt sich die Lobbyarbeit nicht mehr nur auf den Schutz bedrohter Tier- und Pflanzenarten und die Einrichtung von Schutzgebieten. Auch Freizeit, Tourismus, Verkehr, Stadtökologie, Generationengerechtigkeit, gesellschaftliche Transformation, Energie- und Wirtschaftspolitik haben sich zu wichtigen Arbeitsgebieten entwickelt. Durch die EU-Koordination werden Themen auf europäischer Ebene aufbereitet.
Im Rahmen der regelmäßig stattfindenden Verbändegespräche des Bundeskanzlers, des Umweltministeriums (BMUV) und der Umweltministerkonferenz (UMK) mit den Umweltverbänden hat der DNR die Koordinationsrolle inne. Er sorgt dafür, dass relevante umweltpolitische Themen auf die Tagesordnung gesetzt werden.
Zu aktuellen und dringenden Fragen des Natur-, Tier- und Umweltschutzes erarbeitet der DNR Stellungnahmen und setzt diese in der Lobbyarbeit bei Regierungen, Ministerien, öffentlicher Verwaltung und Wirtschaftsverbänden ein. Öffentliche Veranstaltungen, Projekte und Fachtagungen zu relevanten Themen werden organisiert. Zu weiteren Aufgaben gehören der Dialog mit Vertretern aus Wissenschaft, Medien, Parteien, Kirchen, Gewerkschaften, Sport- und Tourismusverbände etc., bspw. im Rahmen von Veranstaltungen und Kooperationen.
Als Serviceleistungen für die Mitgliedsorganisationen, Verbände und Behörden erscheint der DNR-Newsletter zu einem aktuellen Umweltthema, etwa Wald, Mobilität, Klimaschutz oder Nachhaltigkeit. Das Redaktionsteam erstellt außerdem den Newsletter EU-News, der zweiwöchig erscheint und über neueste Entwicklungen in der Umweltpolitik auf EU-Ebene informiert.
Neben dem Bundesverband Beruflicher Naturschutz, dem Bundesamt für Naturschutz (BfN) und dem jeweiligen Bundesland gehört er zu den Veranstaltern des zweijährlich stattfindenden Deutschen Naturschutztag (DNT). Als Vertreter der Natur- und Umweltschutzverbände ist er für die Koordinierung und inhaltliche Ausrichtung der Fachveranstaltungen verantwortlich.
Der Verband ist Rechtsträger für das Forum Umwelt und Entwicklung, für die Kampagne „Meine Landwirtschaft“ sowie für die zivilgesellschaftliche Plattform Forschungswende. Diese Netzwerke zivilgesellschaftlicher Organisationen sind mit ihren Büros in der Geschäftsstelle des DNR ansässig. Das Forum Umwelt und Entwicklung koordiniert seit 1992 die Aktivitäten deutscher Umwelt- und Entwicklungsorganisationen zu nachhaltiger Entwicklung in nationalen und internationalen Politikprozessen. „Meine Landwirtschaft“ setzt sich als Zusammenschluss von über 45 Organisationen für eine Agrarwende ein und ist Mitorganisator der jährlichen Großdemonstration „Wir haben es satt!“ anlässlich der Grünen Woche. Die Forschungswende setzt sich seit 2012 für Entwicklung und Aufbau von neuen Kapazitäten der zivilgesellschaftlichen Organisationen in der Forschungs- und Innovationspolitik ein.
Zusammen mit der VENRO hat der DNR mit der Initiative „Europa eine Zukunft geben – Nachhaltigkeit zum Leitbild der EU machen!“ eine neue Vision für die Europäische Union in die Diskussion eingebracht.

## Mitgliedsorganisationen
Der Deutsche Naturschutzring hat derzeit 98 Mitgliedsorganisationen: Natur-, Tier- und Umweltschutzorganisationen, Natursportorganisationen, Erzeugerverbände, Stiftungen und Institute aus ganz Deutschland:
| Aktion Fischotterschutz                                                | GRÜNE LIGA                                                      |
| Aktionsgemeinschaft Artenschutz (AGA)                                  | Heinz Sielmann Stiftung                                         |
| Arbeitsgemeinschaft Regenwald und Artenschutz (ARA)                    | Helversen’sche Stiftung für Arten- und Biotopschutz             |
| Arbeitsgemeinschaft Natur- und Umweltbildung Bundesverband             | Komitee gegen den Vogelmord                                     |
| Aurelia Stiftung                                                       | Landesbund für Vogelschutz (LBV)                                |
| (Rheinisch) Bergischer Naturschutzverein                               | Landesgemeinschaft Naturschutz und Umwelt NRW                   |
| Bioland                                                                | Landesnaturschutzverband Baden-Württemberg                      |
| Bodensee-Stiftung                                                      | Landesnaturschutzverband Schleswig-Holstein                     |
| Bund Deutscher Landschaftsarchitekten (bdla)                           | Loki Schmidt Stiftung                                           |
| Bund für Umwelt und Naturschutz Deutschland (BUND)                     | Mellifera                                                       |
| Bund gegen Missbrauch der Tiere (bmt)                                  | Menschen für Tierrechte – Bundesverband der Tierversuchsgegner  |
| BUND Naturschutz in Bayern                                             | Michael Succow Stiftung                                         |
| Bundesdeutscher Arbeitskreis für umweltbewusstes Management (B.A.U.M.) | Naturschutzbund Deutschland (NABU)                              |
| Bundesverband Beruflicher Naturschutz (BBN)                            | Nationale Naturlandschaften                                     |
| Bundesverband Boden                                                    | NaturFreunde Deutschlands                                       |
| Bundesverband Deutscher Gartenfreunde (BDG)                            | Naturgarten                                                     |
| Bundesverband für Umweltberatung (bfub)                                | Naturland – Verband für naturgemäßen Landbau                    |
| Bundesverband Tierschutz                                               | Naturstiftung David                                             |
| Bundesvereinigung gegen Fluglärm (BVF)                                 | Naturwissenschaftlicher Verein für Schwaben                     |
| Bündnis für eine enkeltaugliche Landwirtschaft                         | Natureplus                                                      |
| Campact                                                                | Ökologischer Jagdverband (ÖJV)                                  |
| ClientEarth – Anwälte der Erde                                         | Oro Verde – Die Tropenwaldstiftung                              |
| Demeter                                                                | Pollichia                                                       |
| Deutsche Meeresstiftung                                                | Pro Wildlife                                                    |
| Deutsche Ornithologische Gesellschaft (DOG)                            | ProVeg Deutschland                                              |
| Deutsche Reiterliche Vereinigung                                       | PROVIEH                                                         |
| Deutsche Umwelthilfe (DUH)                                             | Robin Wood                                                      |
| Deutsche Umweltstiftung                                                | Runder Tisch Reparatur                                          |
| Deutscher Alpenverein (DAV)                                            | Save Our Seeds (Zukunftsstiftung Landwirtschaft)                |
| Deutscher Berufs- und Erwerbsimkerbund (DBIB)                          | Schutzgemeinschaft Deutscher Wald (SDW)                         |
| Deutscher Kanu-Verband (DKV)                                           | Schutzstation Wattenmeer                                        |
| Deutscher Tierschutzbund                                               | Slow Food Deutschland                                           |
| Deutscher Verband für Landschaftspflege                                | Stiftung Naturlandschaften Brandenburg                          |
| Deutsche Gesellschaft für Gartenkunst und Landschaftskultur (DGGL)     | Umweltinstitut München                                          |
| Deutscher Wanderverband (DWV)                                          | Unabhängiges Institut für Umweltfragen (UfU)                    |
| Ecoland                                                                | UVP-Gesellschaft                                                |
| ElasmOcean                                                             | Verkehrsclub Deutschland (VCD)                                  |
| Erholungsflächenverein                                                 | Verband der deutschen Höhlen- und Karstforscher (VdHK)          |
| Stiftung Europäisches Naturerbe EURONATUR                              | Verband Deutscher Naturparke                                    |
| Europäischer Tier- und Naturschutz e. V. (ETN)                         | Verband Deutscher Sporttaucher (VDST)                           |
| Forum für internationale Entwicklung und Planung (finep)               | Verein Jordsand                                                 |
| Forum Ökologisch-Soziale Marktwirtschaft (FÖS)                         | Verein zum Schutz der Bergwelt                                  |
| Future for Elephants                                                   | Vereinigung der Freizeitreiter und -fahrer in Deutschland (VFD) |
| Gäa – Vereinigung ökologischer Landbau                                 | Vier Pfoten                                                     |
| Germanwatch                                                            | Vogelschutz-Komitee (VSK)                                       |
| Gesellschaft für Naturschutz und Ornithologie Rheinland-Pfalz (GNOR)   | Wilhelm-Münker-Stiftung                                         |
| Global Nature Fund                                                     | WWF Deutschland                                                 |
| Green Legal Impact Germany                                             | Zentrum für Umwelt und Kultur Benediktbeuern                    |
| Gregor Louisoder Umweltstiftung                                        | Zoologische Gesellschaft Frankfurt (ZGF)                        |
| Umweltstiftung Michael Otto                                            |                                                                 |

Quelle:

## Präsidium
- Präsident: Kai Niebert
- Vizepräsident Thomas Schröder (Deutscher Tierschutzbund)
- Vizepräsidentin Silvie Kreibiehl (Germanwatch)
- Schatzmeisterin Ute Dicks (Deutscher Wanderverband)
- Olaf Bandt (BUND)
- Christoph Heinrich (WWF Deutschland)
- Kerstin Haarmann (Verkehrsclub Deutschland)
- Adrian Johst (Naturschutzstiftung David)
- Kerstin Reichert (Verband Deutscher Sporttaucher)
- Lukas Lindemann (Naturfreundejugend Deutschlands), Vertreter der Jugendorganisationen
- Ehrenpräsident (und Präsidiumsmitglied) ist der von 2000 bis 2012 als Präsident amtierende Hubert Weinzierl.[10]

## Geschäftsstelle
- Politischer Geschäftsführer ist seit dem 1. Januar 2016 Florian Schöne[11]
- Leiterin der EU-Koordination: Bjela Vossen
- Geschäftsführer des Forums Umwelt & Entwicklung: Jürgen Maier[12]
- Leiterin der Kampagne „Meine Landwirtschaft“: Inka Lange[13]
- Leiter der Koordinierungsstelle der Plattform Forschungswende: Martin Burwitz[14].

## Projekte und Arbeitsgruppen
Seit 1998 wird der Weiterbildungskurs DNR-Kurs ZukunftsPiloten zur Qualifizierung junger Umweltaktiver organisiert. Der Kurs wurde bisher vom DNR getragen, von der Bewegungsakademie durchgeführt und von der Deutschen Bundesstiftung Umwelt finanziert.
Der Verband betreibt seit Jahrzehnten kontinuierlich Projektarbeit zu umwelt- und gesellschaftspolitisch bedeutsamen Themen. Dazu gehörten Atomausstieg selber machen, Null Quecksilber, Geschlechtergerechtigkeit im Natur- und Umweltschutz, Business and Biodiversity, Generationen-Gerechtigkeit, EU-Ressourcenpolitik u. v. m.
Der Verband ist als Dachverband oder über Vertreter selbst Mitglied in zahlreichen Organisationen und Gremien.

## Kritik
Kritiker bemängeln, der DNR sei zu schwerfällig und durch die Eigeninteressen der großen Mitgliedsverbände sowie durch innerverbandliche Hierarchie und Bürokratie gelähmt. Gelegentlich wurde auch kritisiert, der DNR wolle die gesamte Naturschutz- und Umweltbewegung repräsentieren, während ihm wichtige Organisationen nicht oder nur vorübergehend angehörten, so war etwa Greenpeace nur einige Jahre Mitglied. In den 1980er Jahren traten zahlreiche Verbände aus. Entgegen der Kritik von zu großer Staatsnähe spiegelt die heutige Zusammensetzung des Präsidiums mit Vertretern aus kleinen und großen Natur-, Tier- und Umweltschutzverbänden die Breite der deutschen Umweltbewegung wider.